# HD 5641
HD 5641，又名BD+20 131，SAO 74402、HR 277，是一颗恒星，视星等为6.37，位于銀經125.07，銀緯-41.44，其B1900.0坐标为赤經0h 52m 59.2s，赤緯+20° -41.44′ 51″。